# Ель-Марг

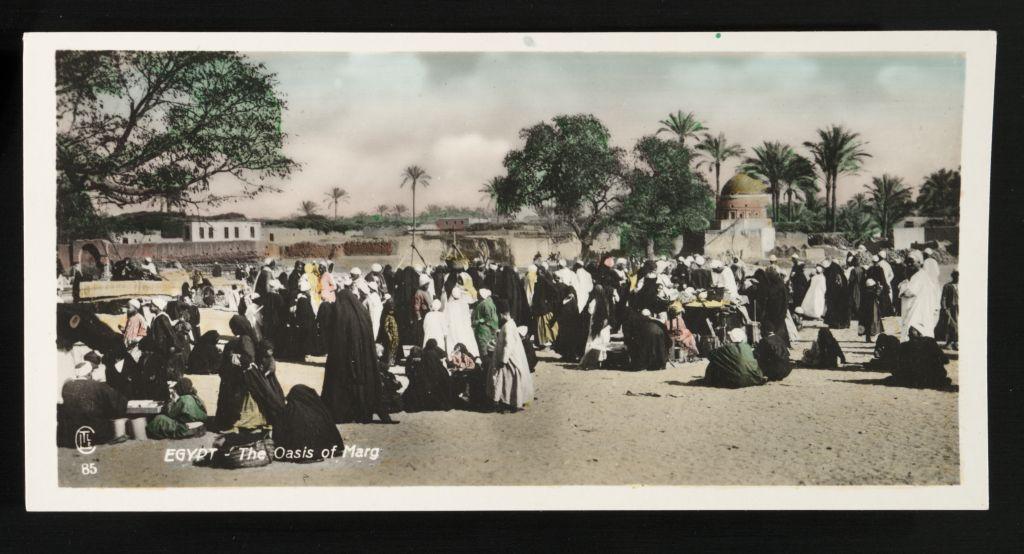
Оазис Ель-Марг. 1885 рік.

Ель-Марг (араб. المرج‎ [elˈmæɾɡ]) — один із районів Каїра. Знаходиться на північному сході Каїра, де межує з округом Кальюбія недалеко від міста Шубра-ель-Хейма. 1 квітня 1994 року він був відокремлений від району Ас-Салам, розташованого на південь від Ель-Марга. Площа округу – 16,94 квадратних кілометрів. Ель-Марг густонаселений район Єгипту. Населення його постійно зростає. Складало 251 589 осіб за переписом 1996 року, збільшилося до 798,646 у 2017 році.